# Acacia floribunda
Acacia floribunda é uma espécie de leguminosa do gênero Acacia, pertencente à família Fabaceae.